# Isachne truncata
Isachne truncata är en gräsart som beskrevs av Aimée Antoinette Camus. Isachne truncata ingår i släktet Isachne och familjen gräs. Inga underarter finns listade i Catalogue of Life.